# Harriet Straub

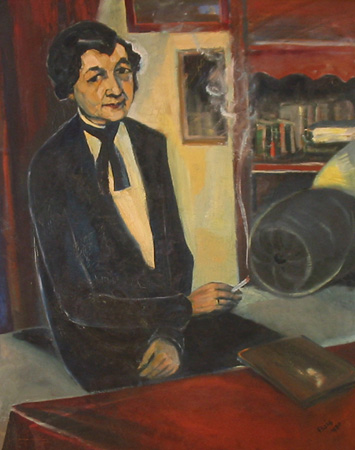
Waldemar Flaig: Harriet Straub, 1930

Maria Hedwig Luitgardis Straub (* 20. Januar 1872 in Emmendingen; † 20. Juni 1945 in Meersburg) war eine deutsche Ärztin und Schriftstellerin. Die meisten ihrer literarischen Werke publizierte sie unter dem Pseudonym Harriet Straub. Weitere Werke erschienen unter ihren Ehenamen Hedwig Silles-O’Cunningham bzw. Hedwig Mauthner.

## Leben
Hedwig Straub war die uneheliche Tochter eines badischen Notars. Sie wuchs in repressiven religiösen Verhältnissen auf. Nach dem Tod der Mutter geriet sie in die bestimmende geistige und emotionale Beziehung zu einem Freiburger Katecheten. Sie befreite sich in einer Eintagesehe, besuchte 1891 in Berlin Gymnasialkurse für Frauen bei Helene Lange und wurde mit der bürgerlichen Frauenbewegung bekannt. Nach der Matura in Aarau gehörte sie in Zürich zu dem Kreis um den Philosophen Richard Avenarius. In Paris legte sie ihr medizinisches Examen ab. Den Doktortitel, so Amina Boumaaiz, erhielt sie entweder pro forma verliehen, oder sie legte sich ihn als Statuskennzeichnung selber zu.

### Afrika
Die französische Regierung stellte sie sofort als erste Ärztin in Algerien und in der Sahara an, wo sie sich bei Gesundheitsprogrammen für Beduininnen engagierte. Stationen ihres Aufenthaltes waren Tunis, Algier, Timbuktu und Tamanrasset. Die Erlebnisse und Eindrücke aus ihrer Zeit in der Sahara schrieb Harriet Straub in zahlreichen Erzählungen nieder.

### Skandinavien und Freiburg im Breisgau
Auch ihre zweite Ehe, mit dem englischen Adligen O’Cunningham, dauerte nur kurz. Nach Stationen in Stockholm und Kopenhagen kehrte Straub 1904 nach Freiburg im Breisgau zurück, um ihre Medizinstudien zu vertiefen. Dort lernte sie den Schriftsteller und Philosophen Fritz Mauthner kennen, ihren späteren dritten Ehemann.

### „Glaserhäusle“ in Meersburg

#### Gemeinsame Zeit mit Fritz Mauthner

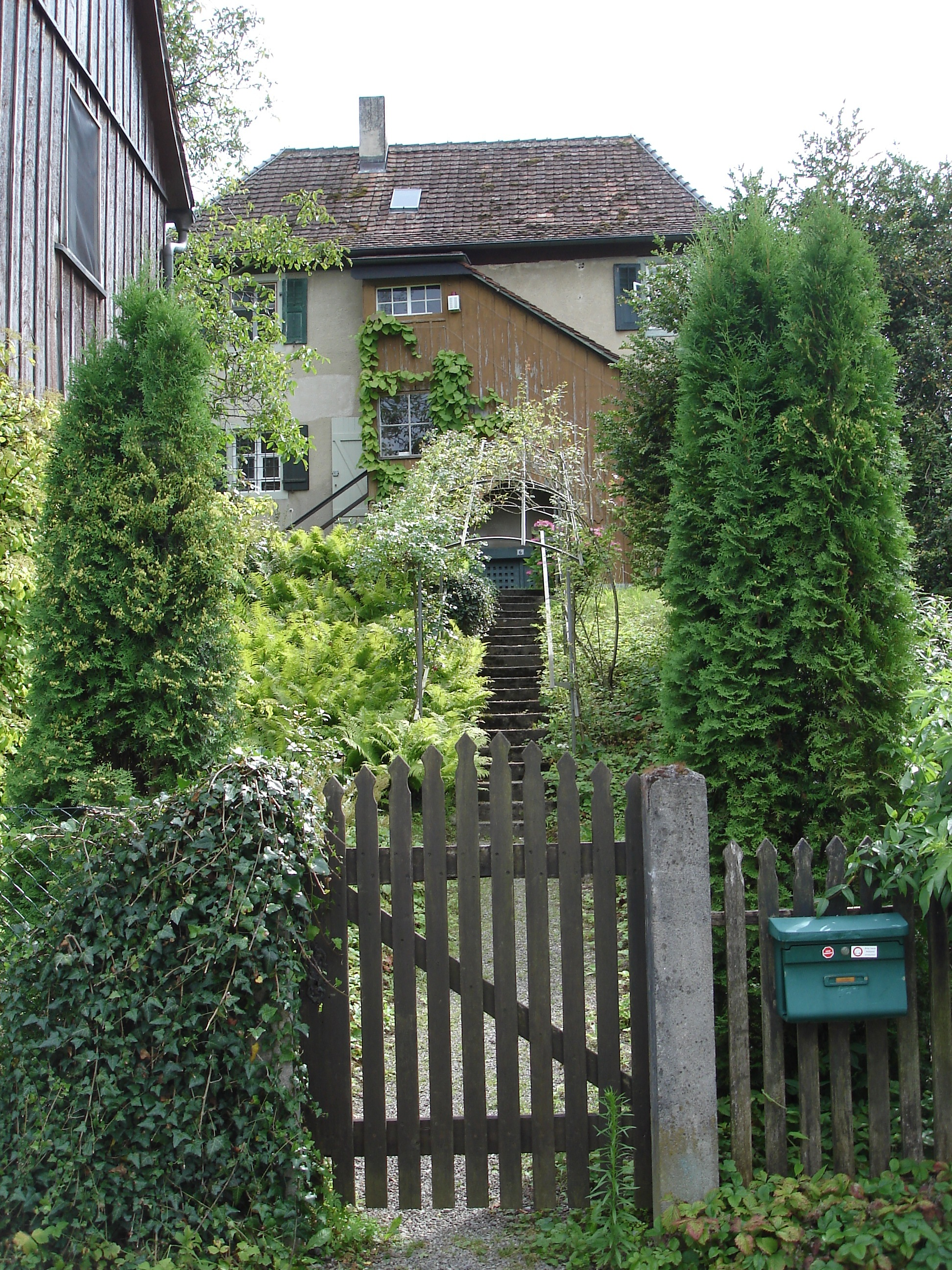
Wohnhaus von Fritz Mauthner und Harriet Straub, das sogenannte „Glaserhäusle“ in Meersburg am Bodensee

1909 zogen Harriet Straub und Fritz Mauthner in das „Glaserhäusle“ nach Meersburg, Glaserhäusleweg 7. (Lage). Dort unterstützte sie ihren Mann bei der Abfassung des Wörterbuches der Philosophie und schrieb weiter eigene Reiseskizzen, Erzählungen, Frauengeschichten aus einem alemannischen Dorf. Ihr schmales Werk steht im Banne weiblicher Emanzipation – zunächst im Stil damaliger Heimatliteratur (Rupertsweiler Leut); sodann im Sinne einer radikalen Infragestellung der Geschlechterverhältnisse und schärfster Zivilisationskritik (Zerrissene Briefe).
In ihrem zweiten Buch beschwört Straub die verwandelnde und umschmelzende Kraft der Wüste, aus der sie auch Impulse für eine neue Spiritualität bezog. Abgesehen von weiteren literarischen Arbeiten, die auch ein Romanfragment umfassen, bleibt ein bedeutender Einfluss auf Mauthner festzuhalten. Dieser habe von ihr den „mystischen Ausklang seines sonst so radikalen Skeptizismus empfangen“ (Wilhelm Restle). Im Jahr 1914 rettete sie nach dem Tod der letzten der Zwillingstöchter von Laßberg verbliebenen Schriften der Annette von Droste-Hülshoff vor der Vernichtung durch Verbrennen. Während des Ersten Weltkrieges arbeitete Mauthner als Ärztin in der Pflege von Verwundeten in einem Konstanzer Krankenhaus.

#### Hilfe in der Zeit der Verfemung
Seit 1923 Witwe, lebte sie ganz dem Gedächtnis Fritz Mauthners im „Glaserhäusle“ in Meersburg. Der Meersburger Stadtpfarrer und Ehrenbürger Wilhelm Restle, den sie 1928 kennenlernte, erwarb den Bau und sicherte ihr darin lebenslanges Wohnrecht zu. Literarisch war sie nur noch wenig tätig. Als Witwe eines Juden erhielt sie 1933 Schreibverbot; sie bekam keine Rente mehr. Sie sollte den Judenstern tragen und wagte sich nicht mehr in die Stadt. Der Postbote und ihre Haushälterin organisierten für sie die Einkäufe. Mit im „Glaserhäusle“ überlebte dank der Hilfe von Berliner Freunden und von Wilhelm Restle die Jüdin Lili Aschaffenburg unter der falschen Identität Roggowski.

#### „Vom Menschsein erlöst“

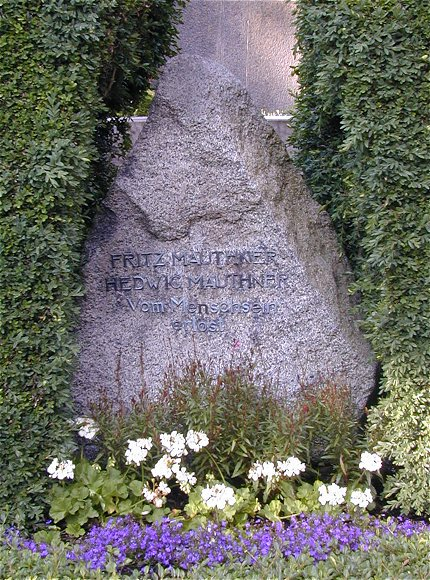
Grabstein von Fritz Mauthner und Hedwig Mauthner auf dem Friedhof in Meersburg (Inschrift: Vom Menschsein erlöst)

Vereinsamt und zurückgezogen starb Hedwig Mauthner kurz nach dem Zweiten Weltkrieg. Testamentarisch hatte sie ein Begräbnis außerhalb der Kirche verfügt und sich alle Zeremonien verbeten – ein letztes Aufbegehren gegen Konvention und Fremdbestimmung, das die Geschichte ihrer lebenslangen Befreiung (Ludger Lütkehaus) abschloss. Ein großer Findling auf dem gemeinsamen Meersburger Grab mit Mauthner trägt die Aufschrift: „Vom Menschsein erlöst“. Es befindet sich auf dem Friedhof Meersburg in der Mitte der Ost-West-Achse, vom Hochkreuz aus gesehen (Lage).

## Werke
Um die Autorenrechte wurde vor Gericht gestritten.
- Beutter-Büchlein. Erinnerungen an unseren Katechten. 1909 (veröffentlicht unter Hedwig O’Cunningham)
- Rupertsweiler Leut’: Frauengeschichten vom Dorf. 1912
- Zerrissene Briefe. 1914
- Heiße Sonne. 1914
- Aischa. 1914
- Der schwarze Panther. 1916
- Frau Unwichtig. 1916
- Aus Anette Droste’s Leiden. 1924
- Vom mystischen Weg und Irrweg. 1925
- Die Araber in Algerien. 1925
- Fritz Mauthners Erbe. 1926 (veröffentlicht unter Hedwig Mauthner)
- Die Droste in Meersburg. 1930
- Tat twam asi. 1931
- Wüstenabenteuer. 1932
- Umbrische Legende. 1933
- Das Wunderspiel. In: Badische Zeitung. 1992